# اواریست دو پارنی
اواریست دزیره دو فورژ، ویکنت دو پارنی (به فرانسوی: Évariste Desiré de Forges, vicomte de Parny) شاعر قرن هجدهم میلادی اهل فرانسه بود. از مجموعه شعرهای او می‌توان به «اشعار اروتیک» (۱۷۷۸) و «سفر سلین» (۱۸۰۶) اشاره کرد.